# Thomas Reichel (Eishockeyspieler, 1961)
Thomas Reichel (* 16. Februar 1961 in Hemer) ist ein ehemaliger deutscher Eishockeyspieler, der unter anderem für den ECD Iserlohn in der Bundesliga aktiv war.

## Karriere
Beim Eislaufen in der Eissporthalle Iserlohn wurde Thomas Reichel Mitte der 1970er-Jahre von Gerd Aubert, Nachwuchs-Obmann beim EC Deilinghofen, angesprochen, ob er nicht Lust habe, Eishockey zu spielen. Der gebürtige Deilinghofer sagte zu und wurde schon wenige Jahre später erstmals in der Bundesliga-Mannschaft eingesetzt. Sein erstes Profispiel absolvierte er im Alter von 17 Jahren im Dezember 1978 gegen den ESV Kaufbeuren. Nachdem er zunächst mit Matthias Maurer ein Verteidiger-Duo gebildet hatte, spielte er in den folgenden Jahren meist an der Seite von Erich Pinsker und nach seiner Rückkehr von einem etwa einjährigen Abstecher zum WSV Braunlage in der Spielzeit 1984/85 mit Dave Inkpen.
Im Jahr 1985 verließ Reichel seinen Heimatverein und schloss sich dem ESV Schalker Haie in der Oberliga, mit dem er in die 2. Bundesliga aufstieg. Nach zwei Spielzeiten beim ESC Ahaus wechselte er zurück nach Iserlohn, wo der nach einer Insolvenz neu gegründete ECD Sauerland in der Oberliga starten musste. Er gewann mit der Mannschaft die Meisterschaft und stieg in die 2. Bundesliga auf, wechselte selbst anschließend aber wiederum in die Oberliga. Auch mit dem Dinslakener EC stieg er sportlich in die 2. Bundesliga auf, doch der Verein musste nach Ende der Saison 1989/90 seinen Spielbetrieb einstellen. Der Verteidiger kehrte zurück zum ESC Ahaus und beendete im Jahr 1991 seine Karriere.
Ein Comeback feierte er in der Saison 1994/95, als er für den von seinem ehemaligen Mitspieler Dieter Brüggemann trainierten ASV Hamm auf das Eis zurückkehrte, bevor seine Laufbahn endgültig endete.

## Erfolge und Auszeichnungen
- 1982 Aufstieg in die Bundesliga mit dem ECD Iserlohn
- 1983 Aufstieg in die 2. Bundesliga mit dem WSV Braunlage
- 1986 Aufstieg in die 2. Bundesliga mit dem ESV Schalker Haie
- 1989 Meister der Oberliga und Aufstieg in die 2. Bundesliga mit dem ECD Sauerland
- 1990 Aufstieg in die 2. Bundesliga mit dem Dinslakener EC

## Karrierestatistik
(Legende zur Spielerstatistik: Sp oder GP = absolvierte Spiele; T oder G = erzielte Tore; V oder A = erzielte Assists; Pkt oder Pts = erzielte Scorerpunkte; SM oder PIM = erhaltene Strafminuten; +/− = Plus/Minus-Bilanz; PP = erzielte Überzahltore; SH = erzielte Unterzahltore; GW = erzielte Siegtore; 1 Play-downs/Relegation; Kursiv: Statistik nicht vollständig)